# Porogadus guentheri
Porogadus guentheri är en fiskart som beskrevs av Jordan och Fowler 1902. Porogadus guentheri ingår i släktet Porogadus och familjen Ophidiidae. Inga underarter finns listade i Catalogue of Life.